# Acidiella formosana
Acidiella formosana
 es una especie de insecto del género Acidiella de la familia Tephritidae del orden Diptera. 
Tokuichi Shiraki la describió científicamente por primera vez en el año 1933.